# 陶大均
陶大均（1858年—1910年），浙江会稽（今绍兴）人。字杏南。清朝政治人物。

## 生平
早年入同文馆学习日语。光绪二十一年（1895年），再次赴日，与卢永铭一起作为日语翻译辅助李鸿章签订《马关条约》。此后，陶大均曾任同文馆东文教习，后进入李鸿章幕府，在天津直隶总督署任职。光绪二十四年（1898年），李鸿章被任命为两广总督，陶大均遂赴京任总理各国事务衙门行走。1902年随户部右侍郎那桐赴日本，为杉山彬被杀事件向日致歉。光绪三十年（1904年），由道员借补商部会计司郎中，光绪三十一年（1905年），授奉天驿巡道。1907年，任奉天交涉使。宣统元年（1909年）六月任外务部左丞署奉天交涉使。越一月，授江西按察使，不久病死。
曾祖父陶雨生历任广东罗定州州判，高要县、鹤山县等知县；祖父陶春甫曾任广西贺县知县；父亲陶久芳为福建补用通判。